# Coupe Banque Nationale 2016
Coupe Banque Nationale 2016 — тенісний турнір, що проходив на закритих кортах з килимовим покриттям. Це був 24-й за ліком Tournoi de Québec. Належав до серії International в рамках Туру WTA 2016. Відбувся в PEPS de l'Université Laval у Квебеку (Канада). Тривав з 12 до 18 вересня 2016 року.

## Очки і призові

### Нарахування очок
| Дисципліна       | П   | Ф   | ПФ  | ЧФ | 1/8 | 1/16 | Q   | Q2  | Q1  |
| Одиночний розряд | 280 | 180 | 110 | 60 | 30  | 1    | 18  | 12  | 1   |
| Парний розряд    | 280 | 180 | 110 | 60 | 1   | Н/Д  | Н/Д | Н/Д | Н/Д |

### Призові гроші
| Дисципліна       | П       | Ф       | ПФ      | ЧФ     | 1/8    | 1/16*  | Q2     | Q1   |
| Одиночний розряд | $43,000 | $21,400 | $11,500 | $6,175 | $3,400 | $2,100 | $1,020 | $600 |
| Парний розряд†   | $12,300 | $6,400  | $3,435  | $1,820 | $960   | Н/Д    | Н/Д    | Н/Д  |

↑ 
↑ 

## Учасниці основної сітки в одиночному розряді

### Сіяні учасниці
| Країна          | Гравчиня            | Рейтинг1 | Посіяний |
| --------------- | ------------------- | -------- | -------- |
| Канада          | Ежені Бушар         | 39       | 1        |
| Німеччина       | Анніка Бек          | 41       | 2        |
| Хорватія        | Міряна Лучич-Бароні | 57       | 3        |
| Німеччина       | Юлія Гергес         | 64       | 4        |
| Велика Британія | Наомі Броді         | 82       | 5        |
| Німеччина       | Мона Бартель        | 96       | 6        |
| Росія           | Євгенія Родіна      | 98       | 7        |
| США             | Саманта Кроуфорд    | 101      | 8        |

- 1 Рейтинг подано станом на 29 серпня 2016

### Інші учасниці
Нижче наведено учасниць, які отримали вайлдкард на участь в основній сітці:
- Франсуаз Абанда
- Александра Возняк
- Керол Чжао

Нижче наведено гравчинь, які пробились в основну сітку через стадію кваліфікації:
- Лорен Девіс
- Амандін Есс
- Барбора Крейчикова
- Даніелль Лао
- Джеймі Лоеб
- Тереза Мартінцова

Як щасливий лузер в основну сітку потрапили такі гравчині:
- Барбора Штефкова

### Відмовились від участі
До початку турніру
- Тімеа Бабош[4] →її замінила  Еліца Костова
- Анна-Лена Фрідзам →її замінила  Джессіка Пегула
- Бетані Маттек-Сендс →її замінила  Барбора Штефкова
- Моніка Нікулеску →її замінила  Кетрін Белліс
- Франческа Ск'явоне →її замінила  Катерина Александрова
- Анна Татішвілі →її замінила  Їсалін Бонавентюре

## Учасниці основної сітки в парному розряді

### Сіяні пари
| Країна    | Гравчиня           | Країна | Гравчиня           | Рейтинг1 | Посіяний |
| --------- | ------------------ | ------ | ------------------ | -------- | -------- |
| Чехія     | Андреа Главачкова  | Чехія  | Луціє Градецька    | 20       | 1        |
| Аргентина | Марія Ірігоєн      | Чехія  | Барбора Крейчикова | 87       | 2        |
| Росія     | Алла Кудрявцева    | Росія  | Олександра Панова  | 101      | 3        |
| Бельгія   | Їсалін Бонавентюре | США    | Марія Санчес       | 181      | 4        |

- 1 Рейтинг подано станом на 29 серпня 2016

### Інші учасниці
Нижче наведено пари, які отримали вайлдкард на участь в основній сітці:
- Франсуаз Абанда /  Олена Бовіна
- Ежені Бушар /  Джессіка Пегула

## Переможниці та фіналістки

### Одиночний розряд
- Осеан Доден —  Лорен Девіс, 6–4, 6–3

### Парний розряд
- Андреа Главачкова /  Луціє Градецька —  Алла Кудрявцева /  Олександра Панова, 7–6(7–2), 7–6(7–2)